# Строгий (корвет)
«Строгий» — российский корвет с управляемым ракетным вооружением Военно-Морского Флота Российской Федерации, шестой корабль проекта 20380, построенный на Северной верфи.
Предназначен для патрулирования ближней и дальней морской зоны, а также для борьбы с надводными кораблями, подводными лодками и самолётами противника. Может также поддерживать десант.

## Строительство
Заложен на Северной верфи 20 февраля 2015 года.
Стоимость контракта с ОАО «Коломенский завод» (Московская область) по поставке для строительства корвета дизельных агрегатов 1ДДА12 000-06 и 1ДДА12 000-07 составит 601,624 млн рублей.
В мае 2020 года на Средне-Невском судостроительном заводе (СНСЗ) была спущена на воду надстройка для корвета «Строгий».
В начале июня 2020 года была проведена успешная операция по буксировке из акватории завода в акваторию «Северной верфи» в Санкт-Петербурге надстройки для строящегося корвета «Строгий». Планируются работы по её установке и монтажу.

## Конструкция
Корабль построен по модульной схеме. Это увеличит модернизационный потенциал судна. А так же позволит разместить новое оборудование без больших затрат и времени. Жизненный цикл корабля составляет около 30 лет.

### Корпус
Корпус корабля сделан из специальных стелс-материалов, что позволит снизить заметность корабля. На корме корабля размещён ангар с палубой для вертолёта Ка-27. Благодаря тому что корпус корабля гладкопалубный, снижено сопротивление воды примерно на 20%.

### Главная энергетическая установка
Главная энергетическая установка (ГЭУ) — двухвальная дизельная. Установка включает 2 дизельных агрегата ДДА12 000, один в носовой части корабля, другой в кормовой. Каждый дизельный агрегат включает в себя по 2 дизельных двигателя 16Д49 OAO «Коломенский завод». Дальность плавания составляет 4000 морских миль. Максимальная скорость — 27 узлов. Вырабатывают энергию 4 дизель-генератора 22-26ДГ по 630 кВт каждый.

## Вооружение

### Боевое вооружение

#### Противоторпедное и противолодочное вооружение
Защиту от подводных лодок и атакующих торпед обеспечивает комплекс «Пакет-НК». Он состоит из двух четырёхтрубных торпедных аппаратов калибра 324-мм, расположенных по бортам корабля. Для поиска и уничтожения ПЛ противника также используется палубный вертолёт Ка-27.

#### Противовоздушное вооружение
На корветах проекта 20380, в том числе и на «Строгом», ПВО корабля обеспечивает ЗРК «Редут» (ЗУР 9М96М, 9М96Е или 9М100) в ВПУ — 12 ячеек.

#### Противокорабельное вооружение
На корабле данного проекта установлен ракетный комплекс «Уран», который состоит из 8-ми противокорабельных крылатых ракет Х-35 с дальностью до 260 км.

#### Артиллерия
Корабельная артиллерия представлена на данном корвете 100-мм артустановкой А-190 «Универсал» со скоростью 80 выстрелов в минуту.

### Радиоэлектронное и радиотехническое вооружение
- МФ РЛК «Заслон»[6]
- НРС «Пал-Н»
- Система управления артиллерийским огнём «Пума»
- Спутниковая навигация СН-3101
- Гидролокатор «Заря-2»
- Гидростанция «Минотавр-М»
- ОГАС «Анапа-М»
- Станция РЭБ ТК-25